# Decrux
Decrux (auch Dekrux) ist der Eigenname des Sterns δ Crucis (Delta Crucis), durch Zusammenziehung der Bayer-Bezeichnung entstanden. Decrux ist ein Unterriese der Spektralklasse B2 und besitzt eine scheinbare Helligkeit von 2,8 mag. Er ist von den vier Sternen, die das Kreuz des Südens bilden, der lichtschwächste. Seine Entfernung beträgt ca. 345 Lichtjahre, seine absolute Helligkeit −2,3 mag.
Drei dieser vier Sterne, Alpha, Beta und Delta Crucis, haben einen ähnlichen Spektraltyp sowie eine ähnliche Entfernung und gehören alle zu einer Sternassoziation, wenn sie auch zu weit voneinander entfernt sind, um gravitativ gebunden zu sein.
Decrux ist wie Beta Crucis ein veränderlicher Stern vom Typ Beta Cephei und weist deshalb geringe Helligkeitsschwankungen mit einer Periode von 3,7 Stunden auf. Er besitzt wie viele B-Sterne eine hohe Rotationsgeschwindigkeit, die am Äquator mindestens 194 km/s beträgt, woraus sich eine maximale Rotationsdauer von 1,3 Tagen errechnet. Durch seinen starken Sternwind verliert er pro Zeitintervall mehr als tausendmal so viel Masse wie die Sonne. Mit der etwa 8,5-fachen Sonnenmasse befindet er sich am oberen Ende des Spektrums, um eines Tages noch als Weißer Zwerg zu enden.
In Brasilien wird Decrux auch Pálida (die Blasse) genannt und steht für den Bundesstaat Minas Gerais. 